# Бодхіпатхапрадіпа
Бодхіпатхапрадіпа (тиб. བྱང་ ཆུབ་ ལམ་ གྱི་ སྒྲོན་ མ ་.; — Світоч на шляху до Пробудження) — трактат буддійського вченого і проповідника Атіші (982—1054), що вважається його головною працею. Текст, який є систематизованим викладом різних буддійських доктрин, примітний тим, що вперше вводить типологію рівнів особистості: нижчий, середній і вищий. Трактат дав початок для численної тибетської релігійної літератури в жанрі «Ламрім» (ступені шляху).

## Видання
Повний санскритський текст твору, підготовлений до публікації Дж. Туччі, був виданий в 1986 році.